# Fjällskäror
Fjällskäror (Saussurea) är ett släkte av korgblommiga växter. Fjällskäror ingår i familjen korgblommiga växter.

## Dottertaxa till Fjällskäror, i alfabetisk ordning

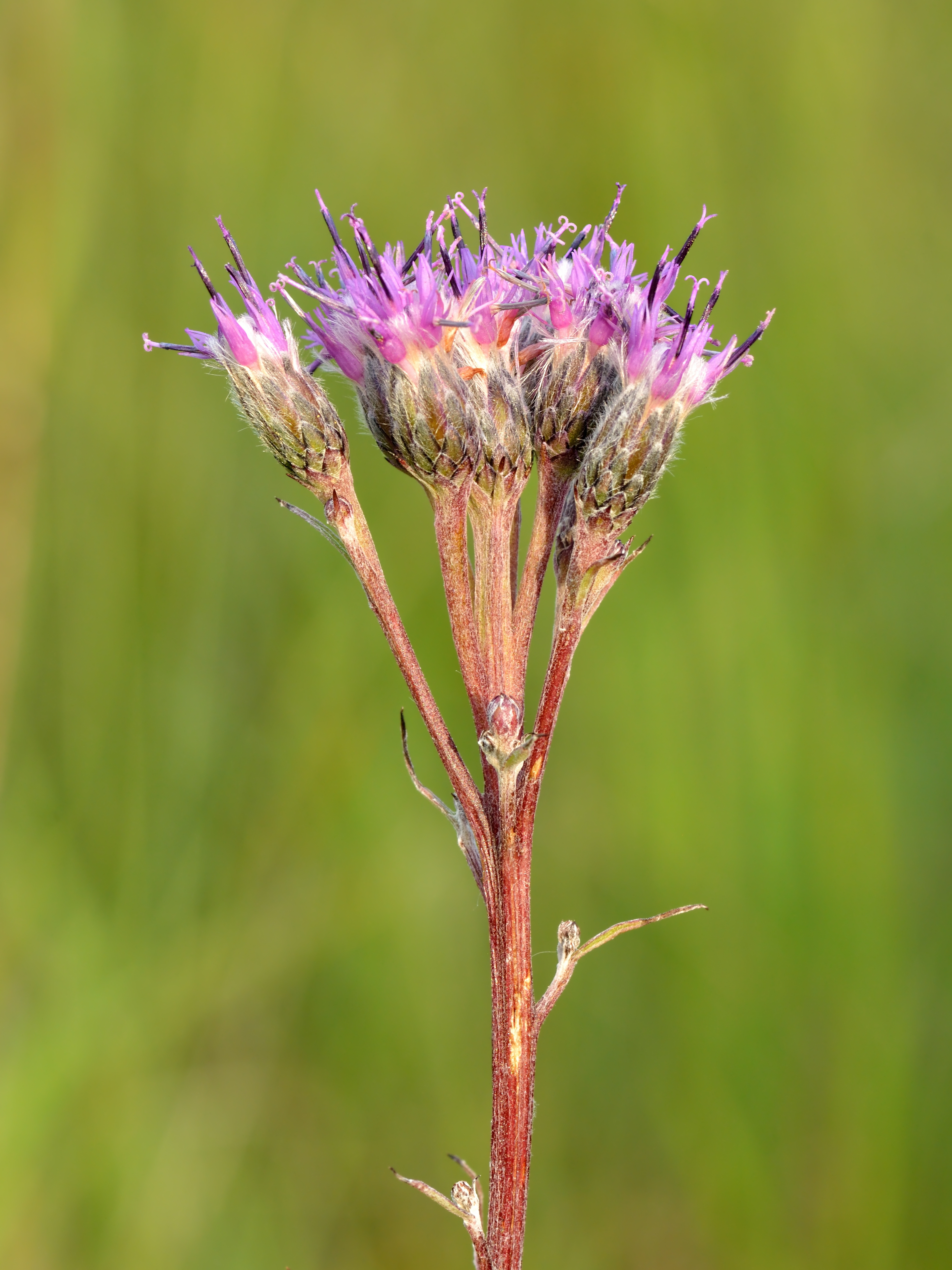
Saussurea alpina ssp. esthonica

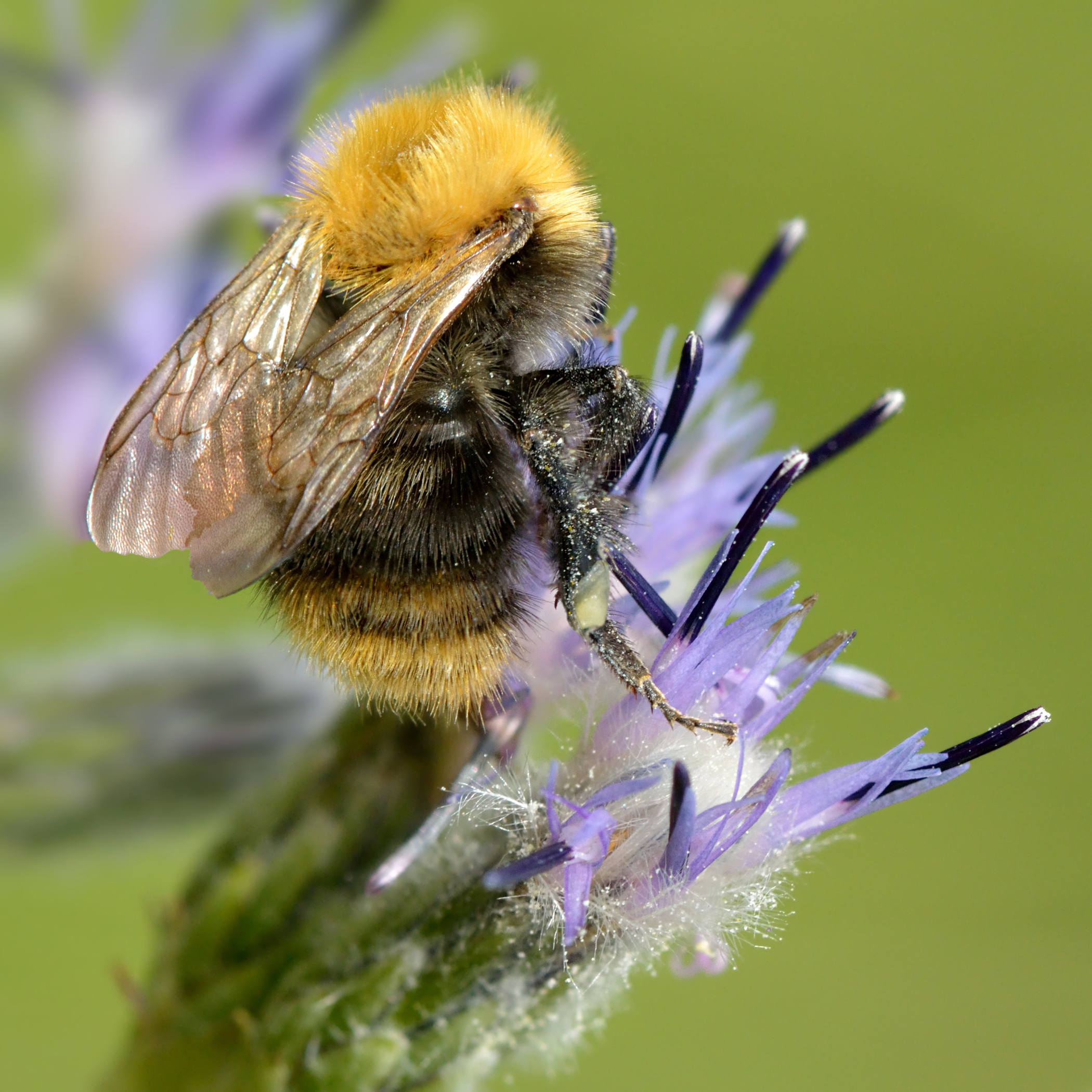

## Bildgalleri

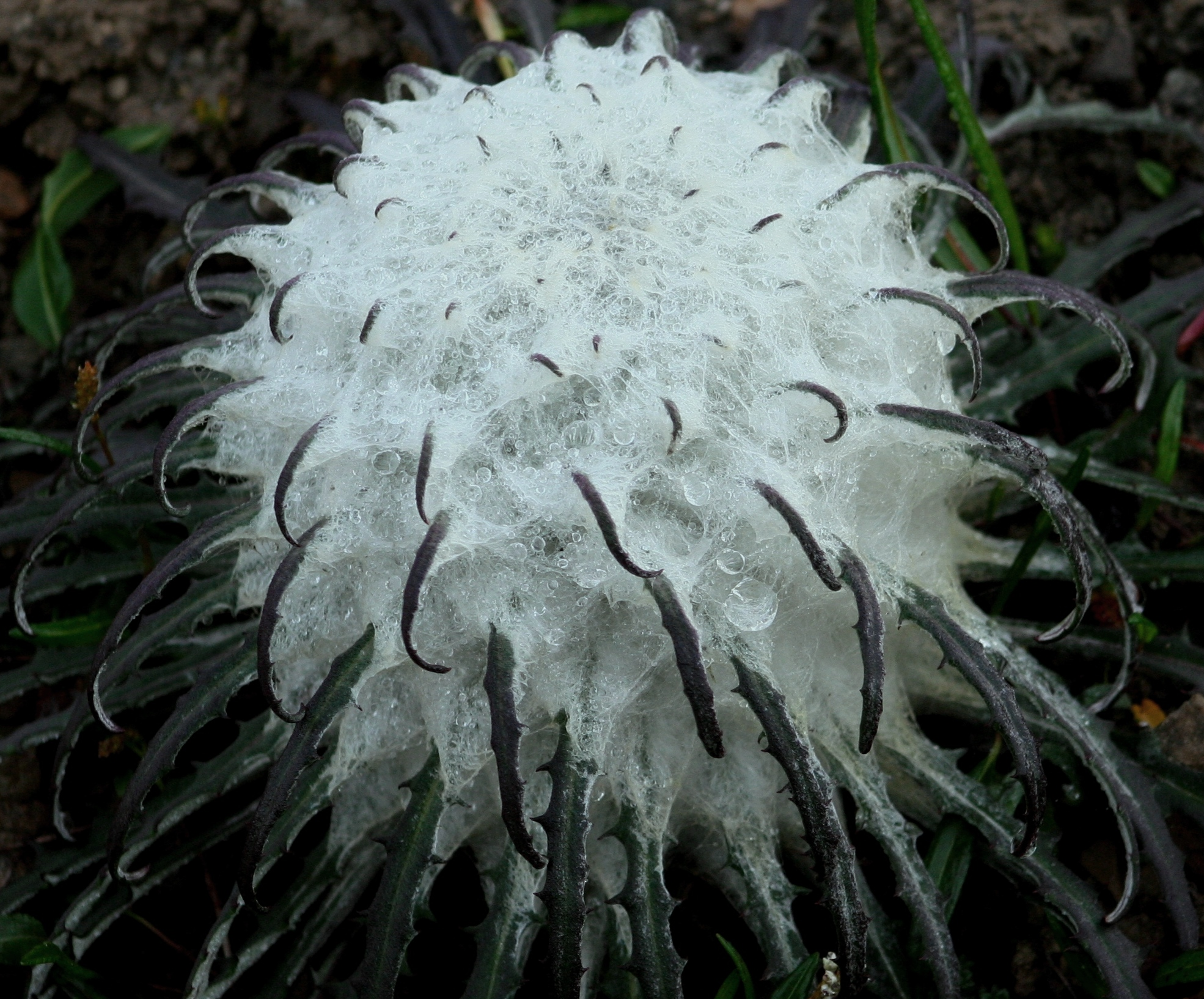
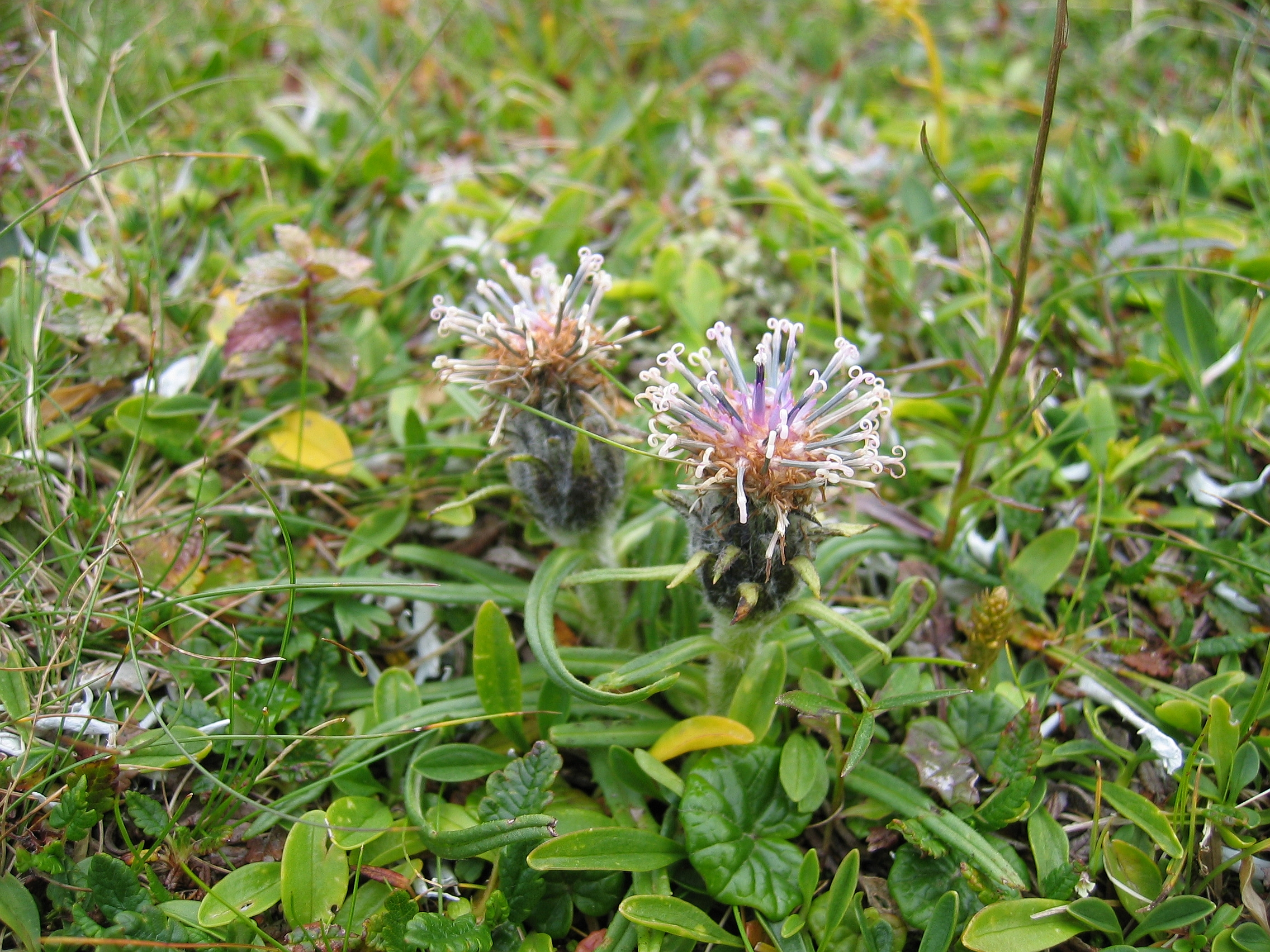
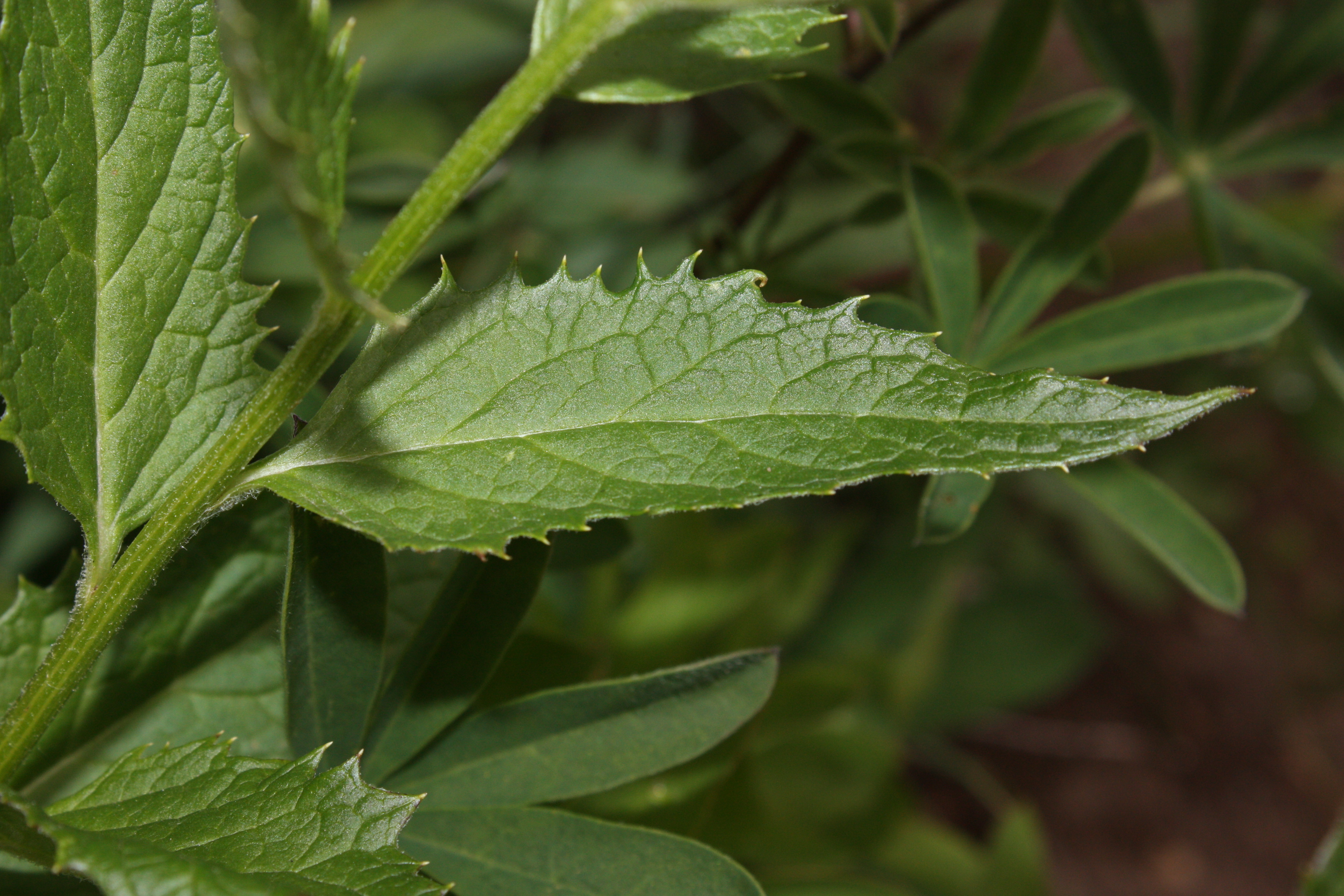
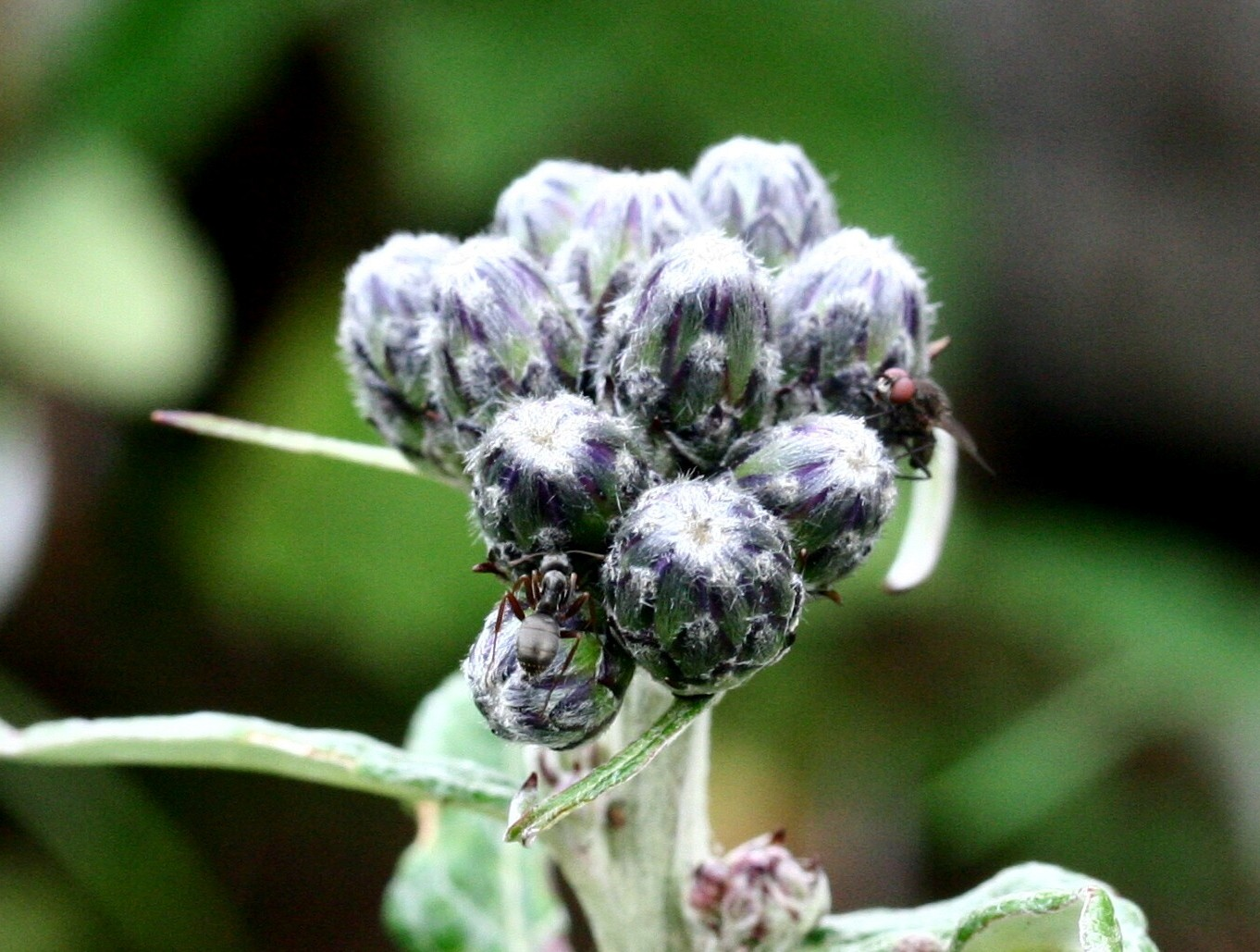
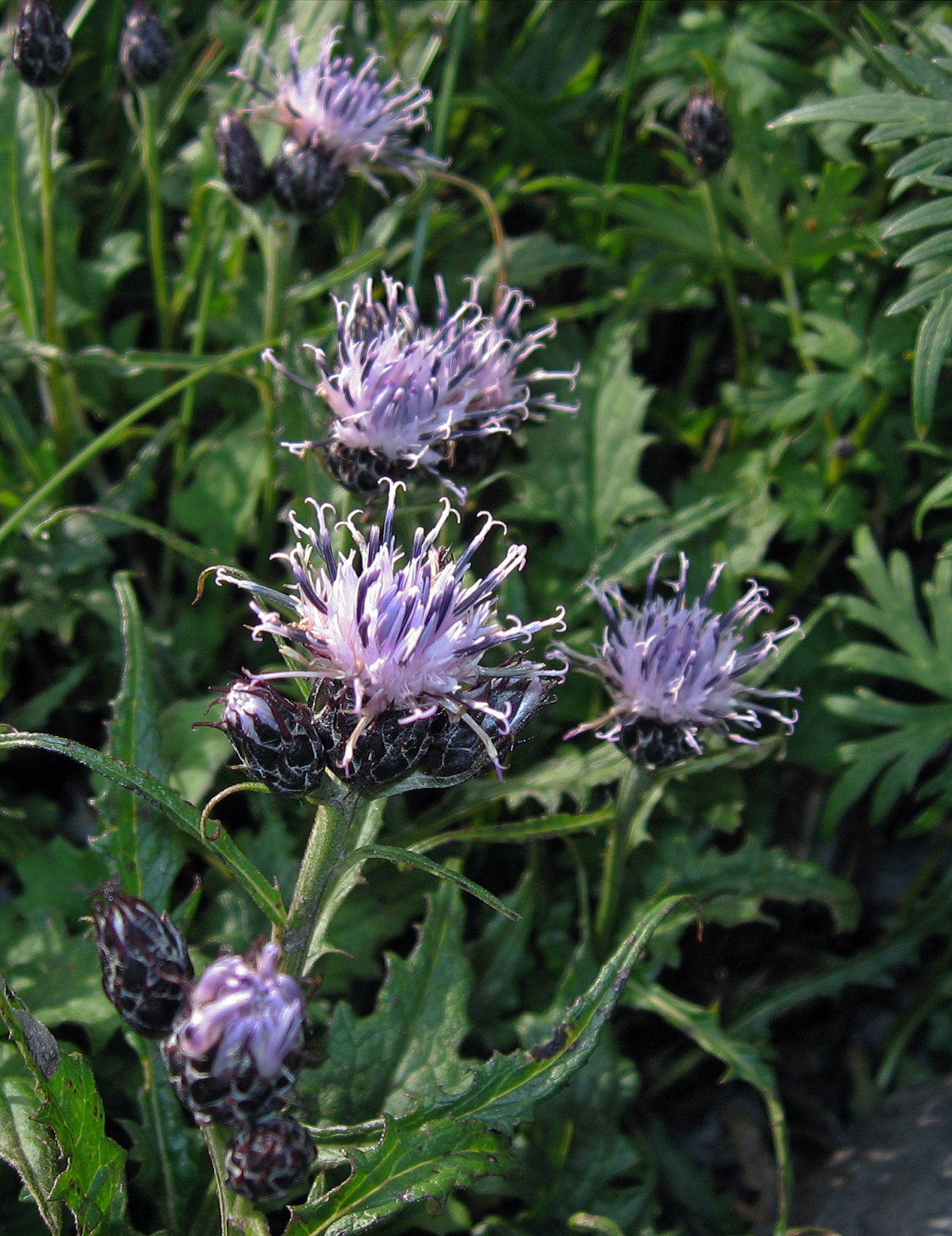
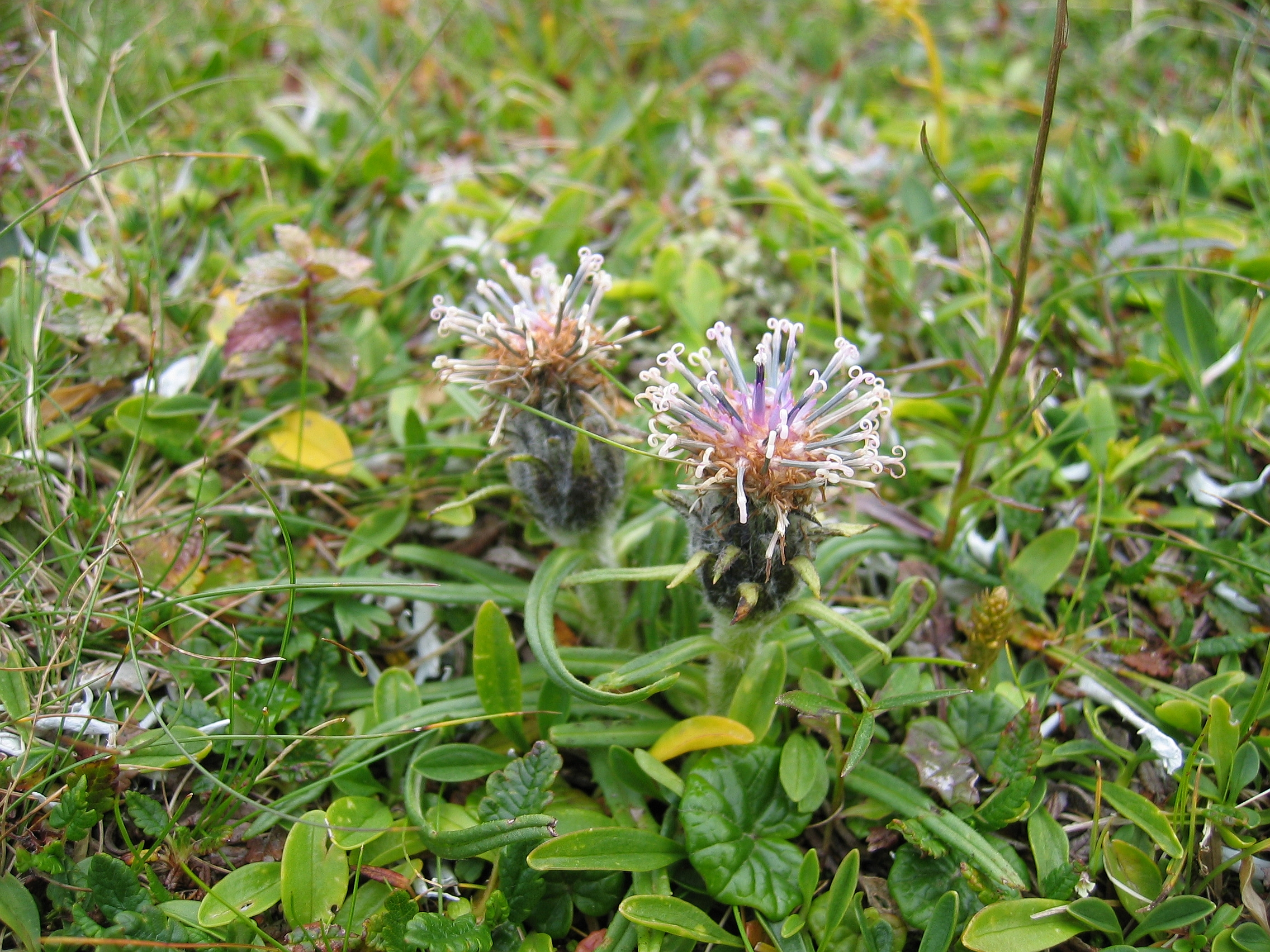

## Dottertaxa till Fjällskäror, i alfabetisk ordning[1]
- Saussurea acromelaena
- Saussurea acrophila
- Saussurea acroura
- Saussurea acuminata
- Saussurea aerjingensis
- Saussurea ajanensis
- Saussurea alaschanica
- Saussurea alata
- Saussurea alatipes
- Saussurea alberti
- Saussurea albescens
- Saussurea alpina
- Saussurea amabilis
- Saussurea amara
- Saussurea americana
- Saussurea amurensis
- Saussurea andersonii
- Saussurea andryaloides
- Saussurea angustifolia
- Saussurea apus
- Saussurea arachnoides
- Saussurea arctecapitulata
- Saussurea arenaria
- Saussurea asbukinii
- Saussurea aster
- Saussurea atkinsonii
- Saussurea atrata
- Saussurea baroniana
- Saussurea bella
- Saussurea blanda
- Saussurea bomiensis
- Saussurea brachycephala
- Saussurea brachylepis
- Saussurea bracteata
- Saussurea brunneopilosa
- Saussurea bullata
- Saussurea bullockii
- Saussurea caespitans
- Saussurea calcicola
- Saussurea cana
- Saussurea canandrifoia
- Saussurea candicans
- Saussurea candolleana
- Saussurea canescens
- Saussurea caprifolia
- Saussurea carduicephala
- Saussurea carduiformis
- Saussurea catharinae
- Saussurea caudata
- Saussurea cauloptera
- Saussurea centiloba
- Saussurea ceratocarpa
- Saussurea ceterach
- Saussurea ceterachifolia
- Saussurea chamarensis
- Saussurea chetchozensis
- Saussurea chinensis
- Saussurea chingiana
- Saussurea chinnampoensis
- Saussurea chionophora
- Saussurea chionophylla
- Saussurea chondrilloides
- Saussurea chowana
- Saussurea chrysotricha
- Saussurea ciliaris
- Saussurea clarkei
- Saussurea cochlearifolia
- Saussurea colpodes
- Saussurea columnaris
- Saussurea compta
- Saussurea congesta
- Saussurea conica
- Saussurea controversa
- Saussurea conyzoides
- Saussurea cordifolia
- Saussurea coriacea
- Saussurea coriolepis
- Saussurea coronata
- Saussurea costus
- Saussurea crupinastrum
- Saussurea cupuliformis
- Saussurea czichaczevii
- Saussurea davurica
- Saussurea delavayi
- Saussurea depressa
- Saussurea depsangensis
- Saussurea diamantiaca
- Saussurea dielsiana
- Saussurea diffusa
- Saussurea dimorphaea
- Saussurea discolor
- Saussurea dissecta
- Saussurea dolichopoda
- Saussurea dorogostaiskii
- Saussurea dschungdienensis
- Saussurea dubia
- Saussurea duiensis
- Saussurea dzeurensis
- Saussurea elata
- Saussurea elegans
- Saussurea elongata
- Saussurea epilobioides
- Saussurea eriocephala
- Saussurea eriophylla
- Saussurea erubescens
- Saussurea esthonica
- Saussurea euodonta
- Saussurea famintziniana
- Saussurea faminziana
- Saussurea fargesii
- Saussurea fastuosa
- Saussurea fauriei
- Saussurea fistulosa
- Saussurea flaccida
- Saussurea flavovirens
- Saussurea flexuosa
- Saussurea foliosa
- Saussurea franchetii
- Saussurea frolowii
- Saussurea frondosa
- Saussurea georgei
- Saussurea gilesii
- Saussurea glabrata
- Saussurea glacialis
- Saussurea glanduligera
- Saussurea glandulosa
- Saussurea globosa
- Saussurea gnaphalodes
- Saussurea gorbunovae
- Saussurea gossypiphora
- Saussurea graciliformis
- Saussurea gracilis
- Saussurea graminea
- Saussurea graminifolia
- Saussurea grandiceps
- Saussurea grandifolia
- Saussurea griffithii
- Saussurea grosseserrata
- Saussurea grubovii
- Saussurea gubanovii
- Saussurea gyacaensis
- Saussurea haoi
- Saussurea hemsleyi
- Saussurea henryi
- Saussurea hieracioides
- Saussurea hookeri
- Saussurea huashanensis
- Saussurea hultenii
- Saussurea hwangshanensis
- Saussurea hypargyrea
- Saussurea hypsipeta
- Saussurea inaensis
- Saussurea incisa
- Saussurea insularis
- Saussurea integrifolia
- Saussurea involucrata
- Saussurea iodoleuca
- Saussurea iodostegia
- Saussurea irregularis
- Saussurea ischnoides
- Saussurea ispajensis
- Saussurea jacea
- Saussurea jadrinzevii
- Saussurea japonica
- Saussurea kabadiana
- Saussurea kai-montana
- Saussurea kansuensis
- Saussurea kanzanensis
- Saussurea karaartscha
- Saussurea kaschgarica
- Saussurea katochaete
- Saussurea kingii
- Saussurea kiraisanensis
- Saussurea kitamurana
- Saussurea klementzii
- Saussurea kolesnikovii
- Saussurea komarnitzkii
- Saussurea krylovii
- Saussurea kungii
- Saussurea kurilensis
- Saussurea kuschakewiczii
- Saussurea laciniata
- Saussurea lacostei
- Saussurea ladyginii
- Saussurea lampsanifolia
- Saussurea lanata
- Saussurea laneana
- Saussurea laniceps
- Saussurea larionowii
- Saussurea latifolia
- Saussurea lavrenkoana
- Saussurea leclerei
- Saussurea ledebourii
- Saussurea lenensis
- Saussurea leontodontoides
- Saussurea leptolepis
- Saussurea leptophylla
- Saussurea leucoma
- Saussurea leucophylla
- Saussurea lhunzhubensis
- Saussurea licentiana
- Saussurea likiangensis
- Saussurea limprichtii
- Saussurea lingulata
- Saussurea lipschitzii
- Saussurea lomatolepis
- Saussurea longifolia
- Saussurea loriformis
- Saussurea lyratifolia
- Saussurea macrolepis
- Saussurea macrota
- Saussurea malitiosa
- Saussurea manshurica
- Saussurea masarica
- Saussurea maximowiczii
- Saussurea medusa
- Saussurea melanotricha
- Saussurea merinoi
- Saussurea micradenia
- Saussurea mikeschinii
- Saussurea minuta
- Saussurea modesta
- Saussurea mongolica
- Saussurea montana
- Saussurea morifolia
- Saussurea mucronulata
- Saussurea muliensis
- Saussurea mutabilis
- Saussurea nagensis
- Saussurea nana
- Saussurea nematolepis
- Saussurea neofranchetii
- Saussurea neopulchella
- Saussurea neoserrata
- Saussurea nepalensis
- Saussurea nidularis
- Saussurea nigrescens
- Saussurea nikoensis
- Saussurea nimborum
- Saussurea ninae
- Saussurea nipponica
- Saussurea nishiokae
- Saussurea nivea
- Saussurea nuda
- Saussurea nupuripoensis
- Saussurea nutans
- Saussurea nyalamensis
- Saussurea oblongifolia
- Saussurea obscura
- Saussurea obvallata
- Saussurea ochrochlaena
- Saussurea odontolepis
- Saussurea oligantha
- Saussurea oligocephala
- Saussurea orgaadayi
- Saussurea ovata
- Saussurea ovatifolia
- Saussurea oxyodonta
- Saussurea pachyneura
- Saussurea paleacea
- Saussurea paleata
- Saussurea pantlingiana
- Saussurea parviflora
- Saussurea paucijuga
- Saussurea paxiana
- Saussurea pectinata
- Saussurea peduncularis
- Saussurea pennata
- Saussurea petiolata
- Saussurea petrovii
- Saussurea phaeantha
- Saussurea pinetorum
- Saussurea pinnatidentata
- Saussurea pinnatifida
- Saussurea piptathera
- Saussurea platypoda
- Saussurea poljakowii
- Saussurea polycephala
- Saussurea polycolea
- Saussurea polygonifolia
- Saussurea polylada
- Saussurea polylepis
- Saussurea polypodioides
- Saussurea polystichoides
- Saussurea poochlamys
- Saussurea popovii
- Saussurea populifolia
- Saussurea porcellanea
- Saussurea porcii
- Saussurea porphyroleuca
- Saussurea pratensis
- Saussurea pricei
- Saussurea propinqua
- Saussurea prseudo-gracilis
- Saussurea przewalskii
- Saussurea pseudoalpina
- Saussurea pseudoangustifolia
- Saussurea pseudoblanda
- Saussurea pseudobullockii
- Saussurea pseudochondrilloides
- Saussurea pseudomalitiosa
- Saussurea pseudosalsa
- Saussurea pseudosquarrosa
- Saussurea pseudotilesii
- Saussurea pteridophylla
- Saussurea pubescens
- Saussurea pubifolia
- Saussurea pulchella
- Saussurea pulchra
- Saussurea pulvinata
- Saussurea pumila
- Saussurea purpurascens
- Saussurea purpurata
- Saussurea pycnocephala
- Saussurea pygmaea
- Saussurea quercifolia
- Saussurea radiata
- Saussurea ramosa
- Saussurea rectinervis
- Saussurea recurvata
- Saussurea retroserrata
- Saussurea rhytidocarpa
- Saussurea riederi
- Saussurea rigida
- Saussurea robusta
- Saussurea rockii
- Saussurea romuleifolia
- Saussurea rorinsanensis
- Saussurea rotundifolia
- Saussurea roylei
- Saussurea runcinata
- Saussurea ruoqiangensis
- Saussurea sagitta
- Saussurea saichanensis
- Saussurea sajanensis
- Saussurea salemannii
- Saussurea salicifolia
- Saussurea saligna
- Saussurea salsa
- Saussurea salwinensis
- Saussurea saxatilis
- Saussurea scabrida
- Saussurea scaposa
- Saussurea schanginiana
- Saussurea sclerolepis
- Saussurea semiamplexicaulis
- Saussurea semifasciata
- Saussurea semilyrata
- Saussurea seoulensis
- Saussurea sericea
- Saussurea shiretokoensis
- Saussurea simpsoniana
- Saussurea sinuata
- Saussurea sinuatoides
- Saussurea sobarocephala
- Saussurea sordida
- Saussurea souliei
- Saussurea sovietica
- Saussurea spatulifolia
- Saussurea splendida
- Saussurea squarrosa
- Saussurea stella
- Saussurea stenolepis
- Saussurea stoliczkae
- Saussurea stricta
- Saussurea subacaulis
- Saussurea subtriangulata
- Saussurea subulata
- Saussurea subulisquama
- Saussurea sudhanshui
- Saussurea sughoo
- Saussurea sugimurai
- Saussurea sukaczevii
- Saussurea sulcata
- Saussurea sutchuenensis
- Saussurea sylvatica
- Saussurea tanakae
- Saussurea tangutica
- Saussurea taraxacifolia
- Saussurea tatsienensis
- Saussurea tenerifolia
- Saussurea thomsoni
- Saussurea thomsonii
- Saussurea thoroldi
- Saussurea tianshuiensis
- Saussurea tibetica
- Saussurea tilesii
- Saussurea tomentosa
- Saussurea tomentosella
- Saussurea triangulata
- Saussurea tridactyla
- Saussurea triptera
- Saussurea tsinlingensis
- Saussurea tuoliensis
- Saussurea uchiyamana
- Saussurea uliginosa
- Saussurea umbrosa
- Saussurea undulata
- Saussurea uniflora
- Saussurea ussuriensis
- Saussurea wardii
- Saussurea variiloba
- Saussurea weberi
- Saussurea veitchiana
- Saussurea wellbyi
- Saussurea velutina
- Saussurea wernerioides
- Saussurea vestita
- Saussurea vestitiformis
- Saussurea wettsteiniana
- Saussurea virgata
- Saussurea woodiana
- Saussurea yakla
- Saussurea yanagisawae
- Saussurea yunnanensis